# コエラボ
「コエラボ」（英：koe Labo）は、NECビッグローブ（BIGLOBE）が運営する音声合成データ作成サービスサイト。
なお、本記事ではコエラボの前身となる実験サービス「Alice Project（アリスプロジェクト）」についても解説する。

## 概要

### Alice Project
2007年12月にNECビッグローブ、TBS、マウスプロモーションの3社が共同で開設した、期間限定の実験サービス。NEC共通基盤ソフトウェア研究所が開発した音声合成エンジンの精度向上を目的に開設され、キャラクターとしてTBSで放送されたアニメ『ローゼンメイデン』の真紅を用い、真紅役の沢城みゆきによる音声データベースをもとに音声合成エンジンを作成、100文字までの文章を入力することで1秒ほどで音声データを合成、その文章に合わせて真紅の口が動く動画を作成・公開できた。音声データのアクセント位置や言葉の句切りがおかしい場合にはその箇所を修正できる。
『ローゼンメイデン』のストーリーが「人形が完璧な少女『アリス』になることを目指す」ということにちなみ、音声合成エンジンの精度を向上させる意味合いから、サイト名称が「Alice Project」と名付けられ、ユーザーに対する設定も見習い人形師となっており、他のユーザーからの評価や再生回数によって人形師のランクがあがる形式を取っていた。また複数の動画を最大99個までプレイリストを作成することでつなげることが可能になっており、これによりショートストーリーを作成することも可能となっていた。
公開後このサービスは反響を呼び、3ヶ月の実験期間の間に投稿された動画は11万件に達し、解析が終わらないほどのデータが集まったという。公開中もユーザーからのフィードバックを受けエンジンの改良を進めるなど、音声合成技術の発展に向けた成果を上げることができた。こうした成果や実験期間を経過したことから2008年3月17日から段階的にサービスを終了、同年3月31日午前10時をもってサイトが閉鎖された。

### コエラボ
BIGLOBE上ではアニメ専門のポータルサイトを開設するほか、動画配信サービス「BIGLOBEストリーム」では最新のアニメ番組をストリーミング配信するなど、アニメ関連コンテンツに力を入れてきた。こうした一環として「Alice Project」を発展させたコンテンツサービスの正式展開の具体例として2008年9月8日に開始したのが「コエラボ」である。その第1弾として『コードギアス 反逆のルルーシュ R2』が選ばれた。
「Alice Project」からの改良点としては、編集ツールの改良とコミュニティサービスとしての機能向上が挙げられる。編集ツールでは音声のピッチやテンポを細かく修正可能にできるようになり、編集画面を保存できるようになった。コミュニティサービスの面ではユーザー同士が交流できるようにSNS的なシステムを取り入れ、ユーザーの友達登録や作品へのコメント機能、お気に入り登録機能を追加した。また有料サービスも開始し、作成した音声のダウンロードサービスやブログパーツの作成、プレイリストの作成・公開が可能となる。
今後は様々な作品やキャラクターを使えるようにするほか、他のBIGLOBE内のサービスとの連動もはかっていくことになっている。
尚、2011年1月18日に「〜コエラボサービス終了のお知らせ〜」が告知され、同年3月17日(木)にサービス終了となる。

## 利用可能なキャラクター
キャラクター名の後の（）内はキャラクターを演じた声優。

### サービス中
コードギアス 反逆のルルーシュ R2
ルルーシュ・ランペルージ（福山潤）
C.C.（ゆかな）
地獄少女 三鼎
閻魔あい（能登麻美子）
シャングリ・ラ
北条國子（高橋美佳子）

### Alice Project（サービス終了）
ローゼンメイデン
真紅（沢城みゆき）